# Nym
Nym (mixnet) — це децентралізована мережа, відома як «Nym», що базується на технології мікснету (mix network) і призначена для забезпечення високого рівня приватності мережевого трафіку. Основна мета Nym полягає в захисті метаданих користувачів, таких як джерело та пункт призначення IP-адрес, що дозволяє анонімізувати різноманітні види комунікації, включно з обміном повідомленнями, передачею файлів, платіжними транзакціями та вебпереглядом простих сайтів.
Проект побудовано на безкоштовному програмному забезпеченні з відкритим кодом і є децентралізованим, підтримується розподіленим набором незалежних вузлів по всьому світу.
Хоча між Nym і Tor та іншими анонімними мережами в деяких аспектах є схожість, Nym суттєво відрізняється від них: Tor, який покладається на сайти, керовані волонтерами, може страждати від нестабільної надійності і піддаватися атакам Сивілли, в той час як Nym усуває аналіз синхронізації, де користувачі перекривають трафік, щоб приховати схеми зв'язку.

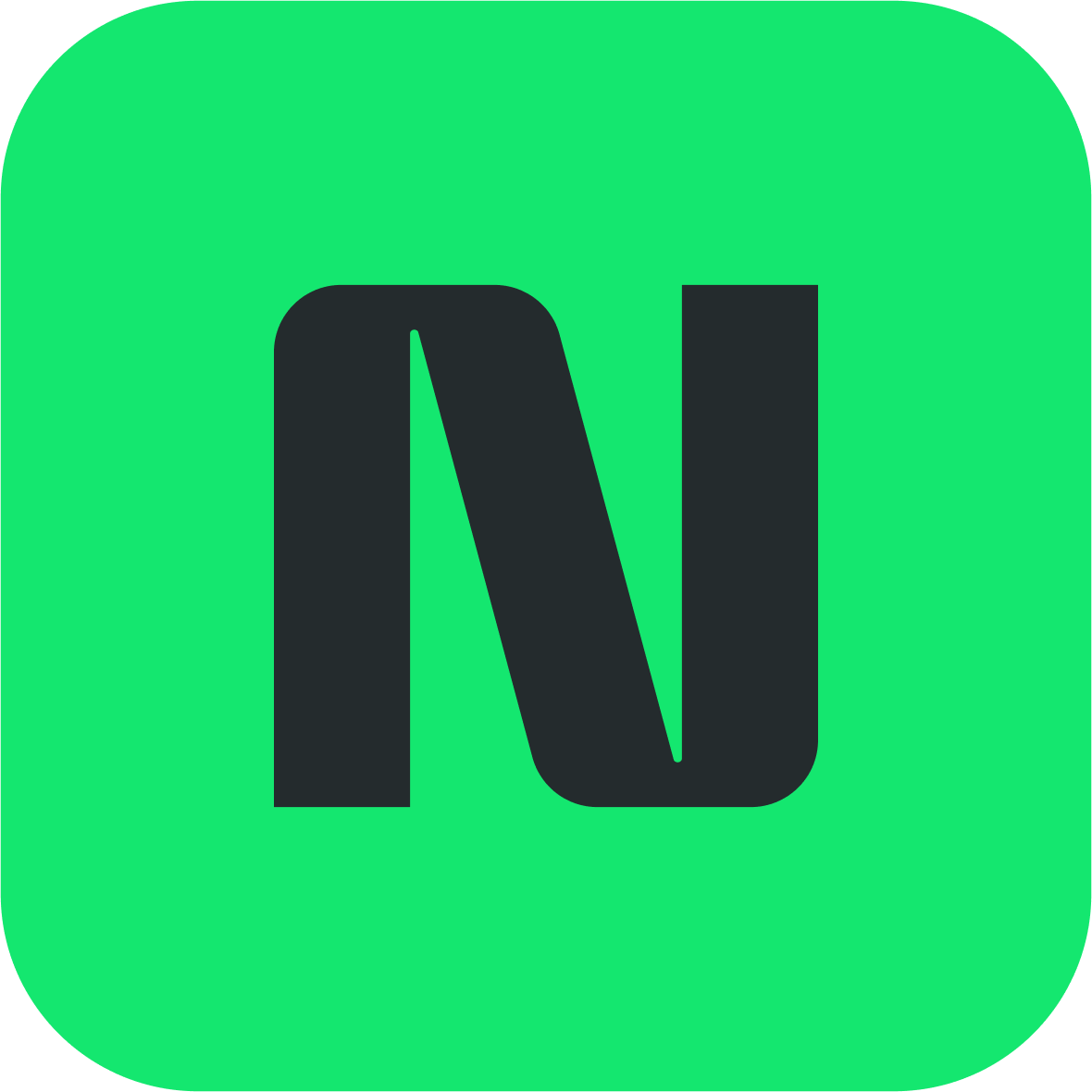
Іконка програми

Пакети даних, що надсилаються через мікс-мережу Nym, шифруються на кількох рівнях і направляються через низку вузлів, включаючи вхідний шлюз, три «змішані вузли» та вихідний шлюз до Інтернету. Щоб зменшити ризики аналізу трафіку, пакети стандартизуються до єдиного розміру, змішуються з об'єднаним трафіком і передаються з рандомізованим часом, щоб приховати шаблони трафіку. Ці методи спрямовані на те, щоб зловмисникам із широкими можливостями спостереження було складніше співвідносити вхідні та вихідні потоки даних.
Користувачі можуть взаємодіяти з мережею через «NymVPN», клієнтську програму, або інтегрувати функціональні можливості Nym у програми сторонніх розробників за допомогою набору програмного забезпечення (SDK).

## Історія
Концепція змішаної мережі (mixnet) була введена Девідом Чаумом у 1979 році та пізніше опублікована в 1981 році. Рух шифропанку сприяв розвитку мікнетів у 1990-х роках, хоча їх практичне застосування залишалося обмеженим, насамперед у формі анонімних ремейлерів. У 2000-х роках деякі анонімні комунікаційні мережі, зокрема Tor, включали принципи мікснетів, хоча сам Tor базується на цибулевій маршрутизації, а не на реалізації мікснету.
Мікснет Nym походить від двох дослідницьких проектів Horizon 2020, які фінансуються Європейською комісією після викриття фактів масового стеження в Інтернеті урядами США та Великобританії: Panoramix (2015—2019) і NEXTLEAP (2016—2018).
Мікснет походить від академічних досліджень, а технології, пов'язані з проектом, регулярно презентуються на наукових конференціях з кібербезпеки та криптографії, включаючи USENIX, NDSS, і симпозіум технологій підвищення конфіденційності (PETS).
Ці проекти сприяли розвитку технологій мікснету, що призвело до заснування Nym у 2017 році:
- Гаррі Халпін, тодішній комп'ютерний вчений в INRIA, задумав цю ідею після дискусії з Адамом ще в 2017 році про те, як покращити конфіденційність в Інтернеті за допомогою децентралізованої обчислювальної мережі, яка може використовувати переваги вільної обчислювальної потужності для змішування пакетів.[28]
- Криптографи Аня Піотровська та Джордж Данезіс з Університетського коледжу Лондона (UCL) представили архітектуру «Loopix»[16], яка вплинула на Nym.[10][3] Loopix інтегрував існуючі методи підвищення конфіденційності для посилення властивостей змішаної мережі, включаючи формат пакетів «Sphinx»,[29] трафік покриття,[30] експоненціальні затримки змішування,[31] багаторівневу топологію мережі та передачу пакетів на основі процесу Пуассона.

У 2018 році Гаррі Халпін передав цю ідею Моксі Марлінспайку та Тревору Перріну з Signal і вирішив запустити Nym. Альфа-версія Nym була представлена на 36th Chaos Communication Congress (36C3) у грудні 2019 року. У лютому 2021 року білий документ співавторами якого є Гаррі Халпін, Клаудія Діас (KU Leuven) і Аггелос Кіайас, надав деталі технічного та операційного дизайну Nym.
У 2021 році Челсі Меннінг, колишній аналітик розвідки армії США та інформатор, провела перевірку безпеки Nym, щоб виявити потенційні вразливості. У січні 2022 року вона приєдналася до команди розробників Nym як консультант із безпеки та радник зі зв'язків з громадськістю.
Запуск мережі Nym у прямому ефірі відбувся 14 квітня 2022 року на станції F у Парижі, головним доповідачем був Едвард Сноуден. У червні 2022 року Клаудія Діас, Гаррі Халпін і Аггелос Кіайяс запровадили схему розподілу винагород, призначену для стимулювання операторів у змішаних мережах. Станом на лютий 2025 року мікснет Nym продовжує активно розвиватися.
Проект продовжує розвиватися у співпраці з дослідницькими установами, такими як KU Leuven (через дослідницьку групу COSIC) і EPFL (через лабораторію SPRING). Кілька інших дослідницьких груп, які працюють над технологіями підвищення конфіденційності, криптографією та децентралізованими системами, опублікували дослідницькі статті, присвячені дизайну мікс-мережі Nym.

## Зацікавлені сторони
Nym побудовано навколо змішаної мережевої архітектури, що включає три основні ролі: користувачів, операторів вузлів і валідаторів. Мережа працює за мотивованою економічною моделлю, розробленою для підтримки її функціональності та децентралізації.
- Користувачі надсилають мережевий трафік через Nym, щоб підвищити конфіденційність своєї онлайн-діяльності та спілкування.
- Оператори вузлів керують двома типами ролей вузлів:
  - Шлюзи діють як точки входу та виходу в мережу. Вони перевіряють, чи має користувач облікові дані для доступу, і пересилають пакети або до внутрішніх «вузлів змішування» (вхідні шлюзи), або до Інтернету (вихідні шлюзи).
  - Змішані вузли, які обробляють трафік, розшифровуючи та змішуючи пакети перед їх пересиланням, гарантуючи, що шаблони зв'язку заплутані.
- Будь-хто з технічними знаннями може завантажити серверне програмне забезпечення Nym і стати оператором, подібно до того, як працюють ретранслятори Tor.[47] Децентралізована система винагороди та репутації використовується для моніторингу операторів з метою сприяння стабільності та ефективності мережі.
- Валідатори підтримують розподілену книгу, яка зберігає публічну інформацію про активні вузли та їхні винагороди. Вони також видають анонімні облікові дані доступу, використовуючи підтвердження з нульовим знанням і цифрові підписи, що дозволяє користувачам автентифікуватися, не розкриваючи свою особу.

Маркер корисності служить двом основним цілям:
1. Компенсація операторам і валідаторам за внесок у мережеву інфраструктуру, гарантуючи адаптацію мережі до попиту користувачів.
2. Підтримка якості мережі за допомогою:
  - Система репутації, яка визначає пріоритетність високопродуктивних операторів на основі надійності, швидкості та затримки.
  - Пом'якшення атак Sybil шляхом посилення ресурсозатратних для зловмисників отримання контролю над значною частиною мережі.

Ця архітектура розроблена для підтримки моделі децентралізованого управління, де стимули узгоджуються із збереженням конфіденційності та безпекою мережі.

## Технічна архітектура

### Контроль доступу
Початковий доступ до мережі керується за допомогою анонімних облікових даних доступу, використання яких не пов'язане з оплатою та цифровими підписами. Цей криптографічний підхід дозволяє користувачам підтверджувати свої права доступу до кожного вузла без розкриття будь-якої ідентифікаційної інформації, тим самим підвищуючи конфіденційність мережі.

### Архітектура мережі з динамічною реконфігурацією
Мікснет Nym складається з п'ятирівневої мережевої архітектури, яка підтримується незалежними операторами вузлів.
- Вхідні шлюзи : перший рівень складається з вхідних шлюзів, які служать точкою доступу до мережі. Користувачі можуть вибрати шлюз на основі таких критеріїв, як репутація, продуктивність або географічне розташування.
- Три рівні змішаних вузлів : ядро змішаної мережі складається з трьох рівнів змішаних вузлів, структурованих у стратифіковану архітектуру. Цей дизайн має на меті збалансувати захист конфіденційності, відмовостійкість мережі та ефективність підтримки з'єднань між вузлами.[49]
- Шлюзи виходу : Останній рівень складається з шлюзів виходу, які перенаправляють трафік до публічного Інтернету. Користувачі можуть вибрати вихідний шлюз так само, як вони вибирають вхідний.

Топологія трьох шарів змішування оновлюється щогодини для підвищення конфіденційності. Перед початком кожної епохи:
- Для маршрутизації мережевого трафіку вибирається підмножина змішаних вузлів на основі системи репутації, яка оцінює показники якості обслуговування.
- Потім вибрані вузли випадковим чином розподіляються на різні рівні, зменшуючи ризик того, що зловмисники стратегічно позиціонуються в мережі для моніторингу або маніпулювання трафіком.

### Механізми збереження конфіденційності
Nym використовує кілька методів підвищення конфіденційності для захисту як вмісту повідомлень, так і пов'язаних метаданих. Метадані можуть розкривати інформацію про дії користувачів і схеми спілкування, що робить їх ціллю для аналізу трафіку та масового спостереження. Мікснет має на меті протистояти глобальним супротивникам за допомогою значних ресурсів, у тому числі тих, які здатні здійснювати моніторинг усієї мережі, криптоаналіз, розширений статистичний аналіз або активну участь через шкідливі вузли.
- Уніфікований розмір пакета : повідомлення, що передаються через мікснет, поділяються на пакети фіксованого розміру за допомогою формату пакетів «Sphinx»[29]. Стандартизація розмірів пакетів допомагає запобігти атакам кореляції трафіку на основі довжини повідомлення.
- Багаторівневе шифрування : Подібно до цибулевого шифрування в Tor, кожен пакет інкапсульований у п'ять рівнів шифрування. Коли пакети проходять мережею, кожен вузол розшифровує лише призначений йому рівень перед тим, як пересилати пакет. Останній вузол у послідовності є єдиним, який знає кінцеве призначення пакета.
- Рандомізована передача пакетів : Пакети надсилаються користувачем через випадкові проміжки часу відповідно до процесу Пуассона.
- Ін'єкція прикриття трафіку : користувачі генерують і надсилають фіктивні пакети, які супроводжують справжні повідомлення. Це не дозволяє зловмисникам ідентифікувати активне спілкування та ускладнює кореляційні атаки.
- Тимчасове перевпорядкування на змішаних вузлах : відповідно до стандартної моделі змішаної мережі, кожен змішаний вузол вводить випадкові затримки (за експоненціальним розподілом) і перевпорядковує пакети перед пересиланням, а не пересилає їх, коли вони стають доступними. Це також має на меті порушити часову кореляцію між входом і виходом пакетів, що робить аналіз трафіку більш складним.

## Криптографічні механізми
Nym використовує криптографічні протоколи з відкритим кодом, такі як WireGuard і Noise Protocol Framework щоб забезпечити безпечну та анонімну передачу пакетів. Клієнт встановлює безпечний канал зв'язку з вхідним шлюзом, а потім шифрує кожен пакет на п'яти рівнях: один для вихідного шлюзу, три для змішаних вузлів і один для вхідного шлюзу. Коли пакет перетинає мережу, кожен вузол розшифровує лише свій призначений рівень, перш ніж пересилати його до наступного вузла.
Щоб ініціювати зв'язок, клієнт вибирає вхідний шлюз і встановлює безпечний канал за допомогою:
- X25519, протокол обміну ключами Еліптичної кривої Діффі-Хеллмана (ECDH), який використовується для узгодження конфіденційних ключів.
- Ed25519, схема цифрового підпису, яка забезпечує автентичність з'єднання.

Перед передачею клієнт шифрує кожен пакет на п'яти послідовних рівнях, що відповідають вузлам, через які він пройде:
- Три змішані вузли та вихідний шлюз: чотирирівневе шифрування пакетів «Сфінкс»[29] :
  - Заголовки пакетів шифруються за допомогою AES-CTR (режим потокового шифрування).
  - Вміст пакета зашифровано за допомогою широкоблокового шифру Lioness.[29]
- Вхідний шлюз: зовнішній рівень шифрування захищено за допомогою 256-бітного AES-GCM для цілей конфіденційності та цілісності.

Згідно з дорожньою картою Nym на 2025 рік, існують плани щодо інтеграції постквантової криптографічної стійкості, оскільки команда розробників запропонувала замінити формат пакетів Sphinx на новий, більш легкий формат, відомий як «Outfox»,, який призначений для оптимізації ефективності мережі, зберігаючи сильні гарантії анонімності.

## Дослідження та розробки (R&D)
Мікснет походить від академічних досліджень, а технології, пов'язані з проектом, регулярно презентуються на наукових конференціях з кібербезпеки та криптографії, включаючи USENIX, NDSS, і симпозіум технологій підвищення конфіденційності (PETS). Проект продовжує розвиватися у співпраці з дослідницькими установами, такими як KU Leuven (через дослідницьку групу COSIC) і EPFL (через лабораторію SPRING). Кілька інших дослідницьких груп, які працюють над технологіями підвищення конфіденційності, криптографією та децентралізованими системами, опублікували дослідницькі статті, присвячені дизайну мікс-мережі Nym.
Розвитком Nym керує науково -консультативна рада та зовнішні консультанти, до складу яких входять дослідники та практики з інформатики, мереж, криптографії та захисту конфіденційності. Відомі члени включають :
- Картікеян Бхаргаван, колишній дослідник INRIA, відомий своїм внеском у стандартизацію TLS 1.3 та IETF.[55] Він був співодержувачем премії Левчина у 2016 році за роботу над TLS.[56]
- Деніел Дж. Бернштейн, математик і криптограф, співробітник Університету Іллінойсу в Чикаго та Рурського університету в Бохумі. Він брав участь у розробці кількох криптографічних примітивів, включаючи X25519, Ed25519, ChaCha20, SipHash, Streamlined NTRU Prime і Classic McEliece,[57] постквантовий механізм інкапсуляції ключів (KEM).
- Джордж Данезіс, дослідник, який спеціалізується на анонімних комунікаціях і безпеці, співпрацює з Університетським коледжем Лондона та Інститутом Алана Тюрінга.
- Аггелос Кіайяс, криптограф і професор Единбурзького університету, відомий своєю роботою над блокчейном Cardano, протоколом підтвердження участі Ouroboros і системами електронного голосування. Він був співодержувачем медалі Лавлейса в 2024 році.[58]
- Бен Лорі, член-засновник Apache Software Foundation, учасник OpenSSL і FreeBSD і колишній співробітник WikiLeaks. Він був співодержувачем премії Левчина у 2024 році за роботу над прозорістю сертифікатів.[56]
- Барт Преніл, криптограф з KU Leuven, співрозробник криптографічних функцій, включаючи конструкцію Міягучі-Пренеля, хеш-функцію RIPEMD і генератор псевдовипадкових чисел MUGI. Він є колишнім президентом Міжнародної асоціації криптологічних досліджень (IACR).
- Кармела Тронкозо, професор комп'ютерної безпеки та конфіденційності в EPFL, відома своїм внеском у технології підвищення конфіденційності.

## Практичні аспекти

### Досвід користувача
Користувачі можуть отримати доступ до мікснету Nym через клієнт «NymVPN», який доступний як з графічним інтерфейсом, так і з інтерфейсом командного рядка, або шляхом інтеграції мережі в програми сторонніх розробників за допомогою комплектів розробки програмного забезпечення (SDK). Функції конфіденційності Nym схожі з віртуальними приватними мережами (VPN) і Tor, зокрема в маскуванні IP-адреси користувача та обфускації його місцезнаходження. Крім того, Nym призначений для приховування метаданих, що часто використовується в системах масового спостереження та аналізу трафіку.

### Проблеми з впровадженням
Незалежні тести, проведені технологічними медіа у 2024—2025 роках, показують, що на практиці мікснет Nym представляє помітну затримку, що обмежує його придатність для додатків у реальному часі та масове впровадження — на відміну від більш широко використовуваних технологій підвищення конфіденційності, розроблених протягом останнього десятиліття, таких як Brave для приватного перегляду, Proton Mail для зашифрованої електронної пошти та DuckDuckGo для анонімного пошуку. Мікснети вважаються більш придатними для випадків використання, стійких до затримок, таких як обмін повідомленнями, надсилання електронною поштою, передача даних, пакетна обробка та додатки IoT.

### Властивості конфіденційності
Хоча мікснет Nym прагне запропонувати розширені функції конфіденційності, дослідники визнають, що технології підвищення конфіденційності та методи стеження розвиваються з часом, що призводить до постійної адаптації між методами анонімізації та стратегіями аналізу трафіку. Нова технологія, міксеті, такі як Nym, ще мають бути широко перевірені у великому масштабі.
Зокрема, дослідження виявило кілька потенційних уразливостей в архітектурі мікснету «Loopix», яка є основою для Nym. Ці занепокоєння включають сприйнятливість до аналізу трафіку, можливість для вхідних шлюзів розпізнавати інформацію користувача, значну кількість прихованого трафіку, необхідного для забезпечення заявлених властивостей конфіденційності, і ризики впливу зловмисних постачальників послуг, у тому числі скомпрометовані повні шляхи.

### Властивості безпеки
Програмне забезпечення Nym, яке працює в мережі, є відкритим кодом і поширюється за ліцензією GPLv3. Його вихідний код є загальнодоступним на GitHub, що дозволяє спільноті безпеки проводити незалежний огляд і аудит. Nym пройшов кілька перевірок безпеки, зокрема криптографом Жаном-Філіппом Омассоном (2021), Oak Security (2023), Cryspen (2023—2024) і Cure53 (2024). Однак наразі у нього немає загальнодоступної програми винагород за помилки, яка б заохочувала повідомляти про вразливості.

### Енергоспоживання
Змішані мережі підвищують конфіденційність користувачів, використовуючи багаторівневе шифрування та маршрутизацію даних через 5-хопове підключення. Цей процес створює додаткові обчислювальні витрати порівняно з однопрохідними з'єднаннями, збільшуючи споживання енергії. Генерація прикритого трафіку — штучних пакетів, призначених для маскування реальних потоків даних — додатково збільшує обсяги передачі даних і споживання енергії. Деякі аналізи показують, що ці накладні витрати можуть бути в десять разів більшими, ніж трафік традиційного Інтернету.

## Діяльність в Україні
Проєкт Nym активно підтримує розвиток технологій приватності в Україні, проводячи різноманітні заходи, спрямовані на популяризацію змішаних мереж (Mixnet) та захист даних.
KEC & NYM 2024
У рамках заходу KEC & NYM 2024, що відбувся у вихідні, учасники обговорили питання приватності та на практиці дослідили, які дані збирає звичайний роутер. Подія стала майданчиком для обміну досвідом між учасниками та організаторами, серед яких були @beyond_karto, @yana_tnfl та @kyivethereum.
NYM Dnipro Workshop (14 червня 2024)
У Дніпрі в просторі «Маємо Простір» о 18:00 відбувся воркшоп, присвячений безпеці даних та технології Mixnet. Амбасадор Nym Technologies @beyond_karto представив змішану мережу Nym, відповів на запитання щодо захисту даних і провів тестування NymVPN-клієнта. Захід став платформою для практичного ознайомлення з інструментами забезпечення приватності.
NYM & Kyiv Ethereum Community (22 червня 2024)
У рамках #UBW2024 у коворкінгу GNRTR у Києві з 17:00 до 22:00 відбувся захід, організований спільно з @kyivethereum. На події обговорювалися питання приватності, останні технічні оновлення Nym та Ethereum в Україні, а також проводилося тестування Nym VPN і налаштування ноди. Серед спікерів були генеральний директор Nym Гаррі Халпін, розробниця програмного забезпечення Яна Матросова, амбасадор @beyond_karto та інші гості. Організатори, зокрема @yana_tnfl та @kyivethereum, отримали подяку за насичену та інформативну програму.
Закрита зустріч у форматі гри «Мафія» (20 серпня 2024)
У Дніпрі спільно з @svoya_agency було організовано закриту зустріч, де 15 учасників протягом 4 годин грали в авторську версію гри «Мафія» за мотивами всесвіту Marvel. Захід був присвячений мистецтву приховування особистості та захисту конфіденційних даних, що дозволило учасникам на практиці ознайомитися з концепціями приватності.
Тест-драйв бета-версії Nym VPN (27 жовтня 2024)
У Дніпрі 8 учасників протестували бета-версію Nym VPN на платформах Android, macOS та iOS. Тестування проводилося у двох режимах: 2-hop (оптимальний для щоденного використання з високою швидкістю та захистом) і 5-hop (для підвищеної конфіденційності, наприклад, у банкінгу чи приватних переписках). Після тестування учасники взяли участь у рольовій грі, де створювали сценарії кіберзагроз і шукали рішення за допомогою Nym VPN.

## Соціальні сторінки Nym
- Офіційний сайт
- Telegram
- Twitter
- Discord
- Medium
- Reddit
- LinkedIn
- GitHub
- YouTube

## Соціальні сторінки Nym Ukraine
- Telegram
- Instagram
- Threads
- Twitter
- Medium
- YouTube
- TikTok